# Ngữ tộc Khoe
Ngữ tộc Khoe là nhóm ngôn ngữ phi Bantu bản địa lớn nhất miền Nam Phi. Nhóm Khoe một thời được coi là nằm trong "ngữ hệ Khoisan", với tên Khoisan Trung. Dù "Khoisan" ngày nay không còn được nhìn nhận là một ngữ hệ nữa, thuật ngữ này vẫn được dùng vì sự thuận tiện.
Ngôn ngữ đông người nói nhất (và ngôn ngữ duy nhất hay được biết tới) là tiếng Khoekhoe (Nama/Damara) ở Namibia. Phần còn lại của ngữ tộc có mặt chủ yếu trong hoang mạc Kalahari, Botswana. Những ngôn ngữ giống nhau đến mức người nói tiếng Khoekhoe và người nói ngôn ngữ Khoe ở Botswana vẫn giao tiếp được ở mức nào đó.
Nhóm Khoe là các ngôn ngữ Khoisan đầu tiên mà thực dân châu Âu bắt gặp, để rồi trở nên nổi tiếng nhờ vào sự hiện diện của âm "click" (dù nói chung click không xuất hiện với mật độ dày bằng các nhóm Khoisan khác). Ngữ tộc này chia ra hai nhánh, Khoekhoe ở Namibia-Nam Phi, và Tshu–Khwe ở Botswana-Zimbabwe. Trừ tiếng Nama/Khoekhoe, mọi ngôn ngữ Khoe đều đang chịu sức ép từ ngôn ngữ quốc gia hay ngôn ngữ trong khu vực (chẳng hạn tiếng Tswana).